# Antartandes

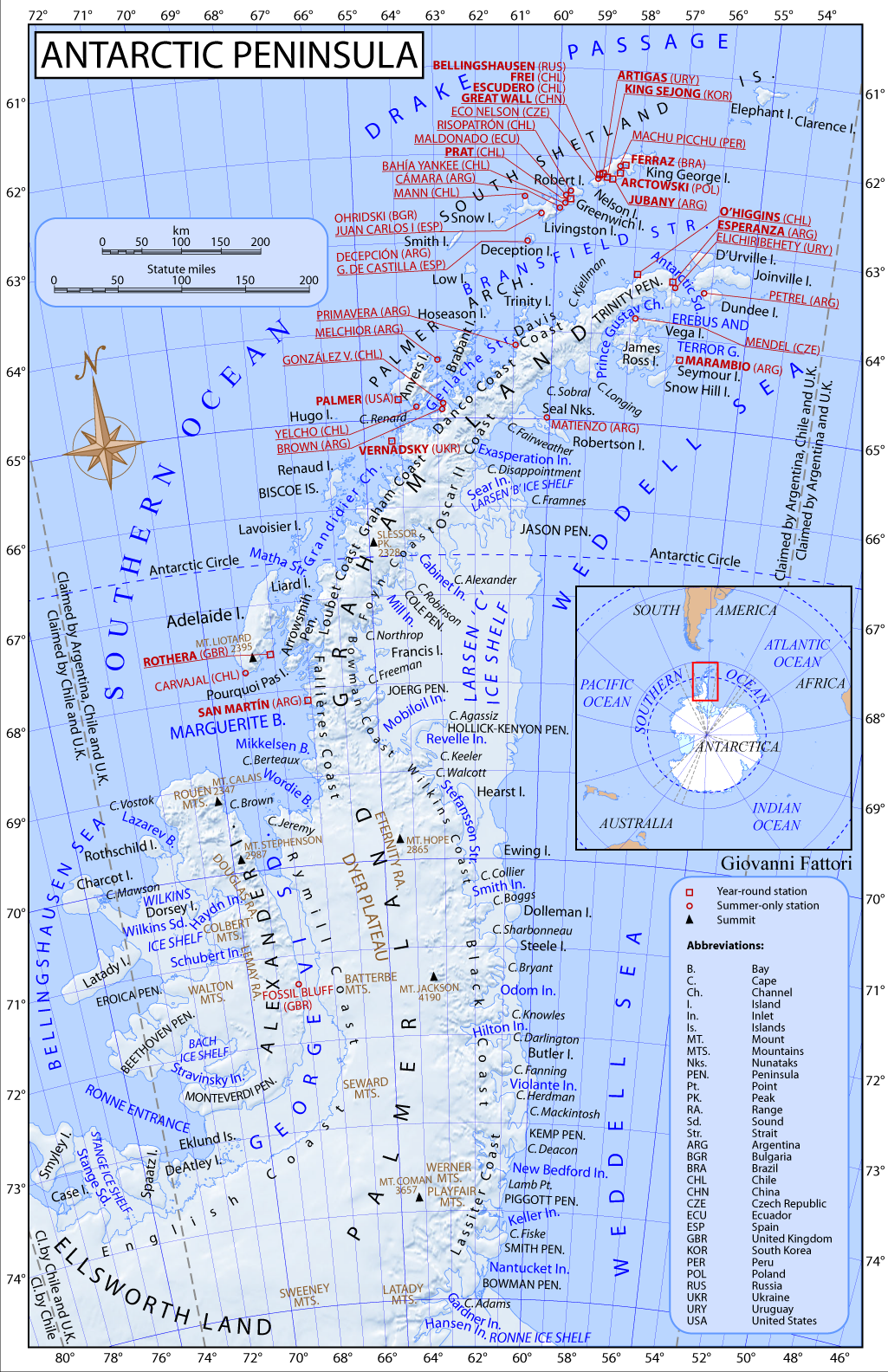
Mapa da Península Antártica com a Cordilheira dos Antartandes nas regiões da Terra de Graham e Terra de Palmer.

Os Antartandes (em inglês: Antarctandes), também conhecidos como Cordilheira da Península Antártica, é uma cadeia de montanhas localizada na parte setentrional da Península Antártica, nas regiões da Terra de Graham e da Terra de Palmer. No entanto, considera-se também que se estenda ao longo do continente.

## Geologia
Alguns geólogos consideram os Antartandes como uma continuação meridional da Cordilheira dos Andes sobre a Antártida. De acordo com essa hipótese, os Andes se iniciam na fronteira da Colômbia com a Venezuela; percorrem a costa ocidental da América do Sul; submergem no Oceano Atlântico ao leste da Terra do Fogo formando a cadeia submarina do Arco de Scotia (também conhecido como "Arco das Antilhas Austrais"); ressurgem parcialmente nas Ilhas Aurora, Ilhas Geórgia do Sul e Sandwich do Sul, Ilhas Órcades do Sul e Ilhas Shetland do Sul; e finalmente emergindo no norte da Península Antártica. 
A Argentina chama a península de Tierra de San Martín, enquanto que o Chile de Tierra de O'Higgins.

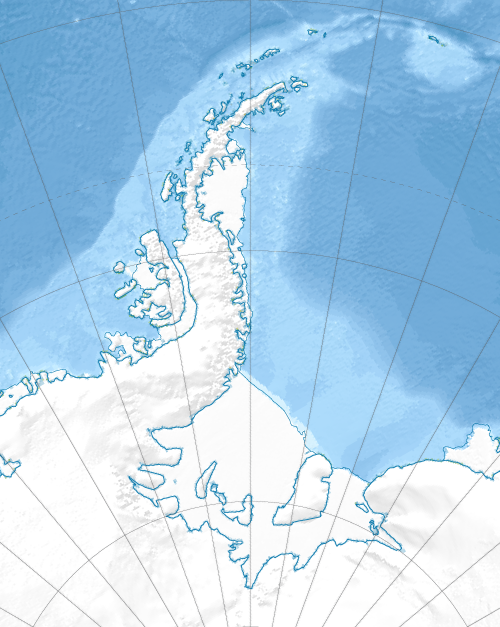
Mapa de relevo da Península Antártica.

## Geografia
A montanha mais alta dos Antartandes é o Monte Hope (3.239 metros) localizado nos Montes da Eternidade, na Terra de Palmer.
Ao sudoeste, os Antartandes continuam pelos Montes Ellsworth, a mais alta cadeia de montanhas da Antártida, nas quais, são cobertas por geleiras da Terra de Palmer; e, então, através dos Montes Whitmore aos Montes da Rainha Maud. A partir de lá, os Antartandes seguem da costa ocidental do Mar de Ross ao Cabo Adare. 
O principal sistema transcontinental dos Montes Transantárticos compartilha o Cabo Adare e os Montes da Rainha Maud com os Antartandes, porém, em seguida viram-se para o leste ao longo da costa oriental do Mar de Weddell. Para o sudeste da Península Antártica, o Planalto Antártico se estende ao Polo Sul. Portanto, os Antartandes formam um arco que serpenteia por mais de 5 mil quilômetros ao longo da borda meridional do Círculo de Fogo do Pacífico. 
A cadeia dos Antartandes na Península Antártica são reivindicadas como parte da Antártida Argentina, do Território Antártico Chileno, e do Território Antártico Britânico. Todas essas reivindicações foram paralisadas pelo Artigo 4 do Tratado da Antártida, efetivado em 1961.